# أياكس أمستردام موسم 2003–04
كان موسم 2003–04 هو الموسم الـ104 لنادي أياكس والموسم الـ46 على التوالي للنادي في الدوري الهولندي.